# Chadi Riad
Chadi Riad Dnanou (Palma de Mallorca, 17 juni 2003) is een Marokkaans-Spaanse profvoetballer die doorgaans als verdediger speelt. Hij verruilde in juni 2024 FC Barcelona voor Crystal Palace. Riad debuteerde in 2024 voor het Marokkaans voetbalelftal.

## Carrière
Riad werd geboren in Palma de Mallorca, zijn ouders zijn van Marokkaanse afkomst. Hij begon zijn carrière in de jeugd van Atletico Rafal, maar werd al snel opgepikt door RCD Mallorca, hij verliet deze in 2014 en maakte de overstap naar CD San Francisco. Hij kwam na een jaar terug en tot maakte 2019 maakte hij deel uit de jeugdopleiding van de club. In juni 2020 maakte hij de overstap naar FC Barcelona, waar hij voor de onder-19 mocht gaan spelen. Vanaf seizoen 2022/23 speelt hij voor FC Barcelona Ateltic. Op 27 augustus debuteerde Riad in een wedstrijd in de Primera División RFEF tegen CD Castellón dat met 3-2 werd gewonnen. Op 7 oktober 2022 mocht Riad voor het eerst mee trainen met het eerste elftal. Riad debuteerde op 8 november als invaller tegen CA Osasuna in de hoofdmacht.